# Harald Ertl
Harald Ertl (Zell am See, Austria, 31 de agosto de 1948-Gießen, Alemania; 7 de abril de 1982) fue un piloto de automovilismo austríaco.
Debutó en Fórmula 1 en 1975 en el Gran Premio de Alemania, con un coche de la escudería Hesketh. Participó en 28 carreras en la categoría hasta 1980, corriendo más tarde con Sachs y ATS, sin haber conseguido puntos. Sus mejores actuaciones fueron un séptimo puesto en Gran Bretaña 1976, octavos en Alemania 1975, Austria 1976 y Japón 1976, y novenos en Italia 1975 y Bélgica 1977.
El piloto se destacó como piloto oficial de BMW y Ford en el Deutsche Rennsport Meisterschaft, donde conquistó el título en 1978 y obtuvo 11 victorias en la División 2.
Ertl es uno de los pilotos que ayudó a rescatar a Niki Lauda en el Gran Premio de Alemania de 1976 cuando su Ferrari se incendió.
Erlt falleció en un accidente de aviación a los 33 años. Esta sepultado en el cementerio de Neckarau en Mannheim. Deja una esposa Vera, y un hijo Sebastián.

## Resultados

### Fórmula 1
(Clave) (negrita indica pole position) (cursiva indica vuelta rápida)

| Año     | Escudería          | 1   | 2      | 3       | 4       | 5       | 6       | 7       | 8       | 9       | 10      | 11     | 12      | 13       | 14      | 15     | 16    | 17  | Pos. | Puntos |
| ------- | ------------------ | --- | ------ | ------- | ------- | ------- | ------- | ------- | ------- | ------- | ------- | ------ | ------- | -------- | ------- | ------ | ----- | --- | ---- | ------ |
| 1975    | Warsteiner Brewery | ARG | BRA    | RSA     | ESP     | MON     | BEL     | SWE     | NED     | FRA     | GBR     | GER 8  | AUT Ret | ITA 9    | USA     |        |       |     | NC   | 0      |
| 1976    | Hesketh Racing     | BRA | RSA 15 | USW DNQ | ESP DNQ | BEL Ret | MON DNQ | SWE Ret | FRA Ret | GBR 7   | GER Ret | AUT 8  | NED Ret | ITA 16   | CAN DNS | USA 13 | JPN 8 |     | NC   | 0      |
| 1977    | Hesketh Racing     | ARG | BRA    | RSA     | USW     | ESP Ret | MON DNQ | BEL 9   | SWE 16  | FRA DNQ | GBR     | GER    | AUT     | NED      | ITA     | USA    | CAN   | JPN | NC   | 0      |
| 1978    | Sachs Racing       | ARG | BRA    | RSA     | USW     | MON     | BEL     | ESP     | SWE     | FRA     | GBR     | GER 11 | AUT Ret | NED DNPQ |         |        |       |     | NC   | 0      |
| 1978    | ATS Engineering    |     |        |         |         |         |         |         |         |         |         |        |         |          | ITA DNQ | USA    | CAN   |     | NC   | 0      |
| 1980    | Team ATS           | ARG | BRA    | RSA     | USW     | BEL     | MON     | FRA     | GBR     | GER DNQ | AUT     | NED    | ITA     | CAN      | USA     |        |       |     | NC   | 0      |
| Fuente: |                    |     |        |         |         |         |         |         |         |         |         |        |         |          |         |        |       |     |      |        |